# Aeroporto Internazionale di Entebbe
L'Aeroporto Internazionale di Entebbe (in inglese Entebbe International Airport) è il principale aeroporto internazionale dell'Uganda. Si trova a Entebbe, sulla costa del Lago Vittoria, a circa 35 km dalla capitale Kampala, ed è sede degli uffici della Civil Aviation Authority of Uganda. Il traffico passeggeri è stato di 720.000 persone nel 2007.
Gli edifici del terminal dedicato ai passeggeri furono costruiti nel 1970. Nel 2007 una parte dell'aeroporto è stata ristrutturata per creare un nuovo terminal dedicato ai soli voli nazionali.
Nel 1976 l'aeroporto fu il teatro di una celebre operazione di salvataggio ostaggi, l'Operazione Entebbe.